# Occipital nervstimulering
Occipital nervstimulering (ONS), även kallad perifer nervstimulerig (PNS) av de occipitala nerverna, används för att behandla patienter med kronisk migrän som inte svarat på behandling med läkemedel. 
Behandlingen innebär att stora och lilla occipitala nerven stimuleras med mycket svaga elektriska impulser. Dessa nerver ingår i det perifera nervsystemet och sitter i bakhuvudet, precis ovanför nacken. 
De elektriska impulserna genereras av en liten apparat som kallas neurostimulator liknande en pacemaker, som implanteras på stjärten, bröstet, buken, nedanför skulderbladet eller nedanför nyckelbenet. De elektriska impulserna leds till occipitalnerverna med hjälp av tunna elektroder, som implanteras precis under huden. Impulsernas intensitet och styrka regleras med hjälp av en liten extern fjärrkontroll för patienten.

## Historia
PNS historia har noggrant beskrivits av Slavin, 2011. Den första användningen av PNS mot långvarig smärta beskrevs 1967 av Wall och Sweet, även om de första implantationerna gjordes 1962 av Shelden. De visade att elektrisk stimulering av perifera nerver undertrycker upplevelsen av smärta. Därefter följde en period av halvexperimentell användning av PNS under 15-20 år. Under andra halvan av 80-talet blev PNS en etablerad kirurgisk procedur. I slutet av 90-talet presenterade Weiner och Reed perkutan teknik för att föra in elektroder nära de occipitala nerverna vid behandling av occipital neuralgi i nacken. Weiner visade att placeringen av en PNS-elektrod nära en nerv ger effektiv smärtlindring och är en tekniskt enkel procedur. Detta banbrytande arbete blev starten på dagens användning av PNS. Först 2003 föreslog Popeney och Aló användning av PNS för behandling av kronisk migrän varefter randomiserade kontrollerade studier inleddes för att samla kliniska bevis.
I september 2011 blev St. Jude Medical Inc. det första företaget att få Europeiskt godkännande för användning av PNS vid behandling av kronisk migrän.

## Vem kan behandlas
Lämpliga kandidater för behandling av kronisk migrän med perifer nervstimulering av occipitala nerver är personer som diagnostiserats med svårbehandlad kronisk migrän.
International Headache Society (IHS) definierar kronisk migrän med hjälp av följande riktlinjer:
- Migränhuvudvärk (utan aura) 15 eller fler dagar per månad i mer än 3 månader, där huvudvärken varar minst 4-72 timmar
- Minst två av följande symptom: ensidig värk, pulserande smärta, måttlig eller svår smärtintensitet, som förvärras av eller får patienten att undvika fysisk rutinaktivitet (till exempel promenader eller gå i trappor)
  - Minst ett av följande symptom under huvudvärken: illamående och/eller kräkningar ljuskänslighet och ljudkänslighet
- Förklaras inte av annan sjukdom
- Förklaras inte av överanvändning av mediciner

Svårbehandlad kronisk migrän definieras vanligen som kronisk migrän som inte svarar på behandling med tre eller fler förebyggande läkemedel och som orsakar åtminstone måttlig funktionsnedsättning vid mätning med en validerad skala (till exempel MIDAS eller HIT-6).

## Behandling

### Innan operation
Innan implantationen går patienten vanligtvis igenom en psykologisk bedömning av välbefinnande och psykiska hälsa. Då diskuteras även riskerna med förfarandet och patientens samtycke inhämtas. Bland risker som kan tas upp är att det inte finns någon garanti för att behandlingen fungerar, infektionsrisk, risk för nervskada, smärta vid direkt muskelstimulering, förflyttning av elektrod med avbrott i stimulering, brott på elektrod, batteriet tar slut, slutligt behov av batteribyte, hematom (blodsutgjutning) och serom (ansamling av vävnadsvätska).

### Implantation
I vissa fall görs en temporär utvärdering med testelektroder för att utvärdera om stimuleringen fungerar som förväntat. Lokalbedövning läggs på nackens baksida och en epiduralnål förs in mot occipitalnerverna med hjälp av fluoroskopi. När placeringen är bekräftad läggs en tillfällig elektrod genom nålen innan den försiktigt tas ut. Därefter skickas elektriska impulser genom elektroden och placeringen justeras tills patienten känner myrkrypningar över nervområdet, så kallad parestesi. Om parestesi kan uppnås på rätt ställe implanteras oftast permanenta elektroder vid ett senare tillfälle. I vissa fall lämnas testelektroderna kvar i upp till en vecka för att se om de ger någon smärtlindring.
Permanent placering av elektroder kan utföras under narkos eller lokalbedövning med lugnande medel. Först görs ett litet snitt vid skallbasen, därefter förs en epiduralnål in med hjälp av fluoroskopi mot occipitalnerverna på ena sidan av huvudet. När elektroden är placerad i rätt läge genom nålen med hjälp av fluoroskopi, tas nålen försiktigt bort och ledningen fixeras. Eftersom de flesta patienter behöver två elektroder, läggs den andra vanligtvis på samma sätt på andra sidan av huvudet. Elektroderna ansluts till en neurostimulator som oftast implanteras i stjärten, bröstet, buken, nedanför skulderbladet eller nedanför nyckelbenet.

## Kliniska bevis
Resultat från tre randomiserade kontrollerade studier finns publicerade. En studie på 157 patienter med kronisk migrän publicerades i oktober 2012. Deltagarna implanterades med ett system för perifer nervstimulering och valdes sedan slumpmässigt ut att ha systemet påslaget (behandlingsgruppen) eller avslaget (kontrollgruppen) under 12 veckor. Efter vecka 12 fick deltagarna aktiv behandling fram till vecka 52. På alla deltagare gjordes temporär utvärdering för att säkerställa korrekt placering av elektroderna. Totalt genomförde 153 deltagare hela 12 veckorsstudien. Den visuella analoga skalan (VAS) visade en statistiskt signifikant skillnad (p <0,05) mellan hur många patienter i behandlingsgruppen respektive kontrollgruppen som upplevde 30 % minskning av smärtan. Studien visade också att behandlingsgruppen (systemet påslaget) i genomsnitt hade 6,1 färre dagar huvudvärk per månad, vilket var mer än den dubbla genomsnittliga minskningen jämfört med kontrollgruppen (systemet avslaget), resultatet är statistiskt signifikant (p <0,001). De kliniska prövningsledarna rapporterade att biverkningarna uppgick till 1 %, varav en infektion och ett fall av postoperativ smärta som krävde ytterligare sjukhusvård.
I februari 2011 rapporterades tremånadersresultat från ONSTIM, en randomiserad kontrollerad studie på patienter med kronisk migrän. Deltagarna fick först occipital nervblockad. De som svarade på behandlingen delades slumpmässigt upp i tre grupper. Den första gruppen var en behandlingsgrupp (33 deltagare) som fick justerbar stimulering. De andra två grupperna var kontrollgrupper och fick simulerad stimulans en minut per dag eller normal medicinsk behandling (17 deltagare per grupp). De patienter som uppnådde 50-procentig eller större minskning av antalet huvudvärksdagar per månad eller en genomsnittligt minskad smärtintensitet med minst tre skalsteg definierades svara på behandlingen. 39 % av patienterna i gruppen som fick justerbar stimulering svarade på behandlingen, 6 % i gruppen som fick simulerad stimulering och 0 % i gruppen som fick medicinering. Skillnaderna mellan behandlingsgrupp och kontrollgrupper är statistiskt signifikant. Den procentuella minskningen av huvudvärksdagar var 27 % för behandlingsgruppen och mindre än 9 % för respektive kontrollgrupp, vilket visar en nominell fördel för behandlingsgruppen. Inga oförutsedda biverkningar från systemet rapporterades. Förflyttning av elektroden inträffade för 24 % av patienterna.
I december 2009 presenterades tremånadersresultat i form av en rapport från PRISM, en randomiserad kontrollerad studie av 125 patienter med kronisk migrän. Patienterna delades slumpvis in i två grupper. Den ena gruppen var behandlingsgrupp och fick aktiv stimulering. Den andra var en kontrollgrupp och fick simulerad stimulering. Patienterna i behandlingsgruppen minskade antal migrändagar per månad med 5,5 från ett utgångsvärde på 20,2 dagar per månad. Patienterna i kontrollgruppen minskade antalet migrändagar per månad med 3,9 från ett utgångsvärde på 19,2 dagar per månad. Skillnaden mellan de två grupperna var inte statistiskt säkerställd, men det fanns tecken som pekade på en större skillnad mellan de två grupperna när patienter inte överanvände medicinering.